# Proceroplatus vittatus
Proceroplatus vittatus är en tvåvingeart som beskrevs av Fisher 1941. Proceroplatus vittatus ingår i släktet Proceroplatus och familjen platthornsmyggor.
Artens utbredningsområde är Costa Rica. Inga underarter finns listade i Catalogue of Life.